# Déficit habitacional
Déficit habitacional ou défice habitacional (do latim deficit, "falta") é uma expressão que se refere à deficiência nas habitações em uma determinada região, normalmente utilizada para se referia a um indicador numérico, que representa a quantidade de unidades habitacionais deficitárias. 
No Brasil, o indicador de “déficit habitacional” mais disseminado é o definido e apurado pela Fundação João Pinheiro (instituição de pesquisa vinculada ao governo estadual de Minas Gerais), que é utilizado como referência no Plano Nacional de Habitação.

## Conceito da Fundação João Pinheiro
Para a apuração do Deficit Habitacional, a Fundação João Pinheiro aplica sua definição aos dados coletados em levantamentos realizados Instituto Brasileiro de Geografia e Estatística, como o Censo Demográfico e a Pesquisa Nacional por Amostra de Domicílios (PNAD).
São contabilizadas como déficit habitacional apenas os domicílios que se encaixem em ao menos um dos seguintes critérios:
- Domicílios classificados como improvisados, ou seja, localizados dentro de estabelecimentos comerciais e que não possuam cômodos exclusivamente destinados a moradia, ou localizados em prédio em construção, embarcação, carroça, vagão, tenda, barraca, gruta.
- Domicílios rústicos (sem paredes de alvenaria ou madeira aparelhada). 
- Domicílios com coabitação familiar, definidos como os domicílios do tipo “cortiço” ou ainda os domicílios onde reside mais de uma família, e a família secundária expressa desejo de constituir novo domicílio. 
- Domicílios alugados com ônus excessivo com aluguel (situação em que o aluguel supera 30% do rendimento domiciliar) e como rendimento domiciliar total inferior a trés salários mínimos
- Domicílios alugados com adensamento excessivo (mais de três moradores para cada cômodo utilizado como dormitório).
Por exclusão, portanto, nenhum domicílio permanente próprio e com paredes de alvenaria ou madeira aparelhada é contabilizado como déficit habitacional, ainda que existam inadequações na estrutura e localização do domicilio.